# Jovana Janković

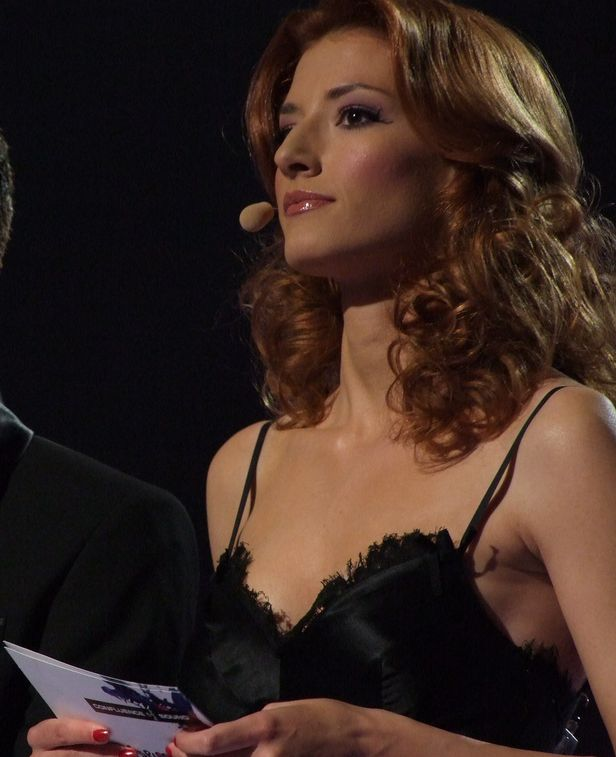
Jovana Janković
maio de 2008

Jovana Janković (Јована Јанковић) nasceu em 25 de abril de 1981, em Belgrado, Sérvia.
É uma apresentadora do Festival Eurovisão da Canção 2008, em Belgrado, do qual Dima Bilan saiu vencedor. O facto deu a Rússia o privilégio de organizar o Festival Eurovisão da Canção 2009.

## Ligação externa
- Radio Televisão da Sérvia